# Норрчепінг
Норрчепінг (швед. Norrköping Шведською: [ˈnɔ̂rːˌɕøːpɪŋ] ( прослухати)) — місто у Швеції, великий промисловий центр за 170 км на південь від Стокгольма. Зростання міста припало на період індустріалізації в XIX столітті, за що Норрчепінг отримав прізвисько «шведський Манчестер».
Місто розташоване на річці Мутала (швед. Motala ström), неподалік від її впадіння в Балтійське море.
Населення — 83 561 осіб, разом із передмістями — 128 060 (перепис 2009 року). Є 10-м за кількістю населення містом Швеції.
Тут народилися шведський археолог Нільс Оберґ, фізик Ганнес Альфрен, баскетболіст Джеффері Тейлор і шведський письменник Туре Нерман.

## Історія

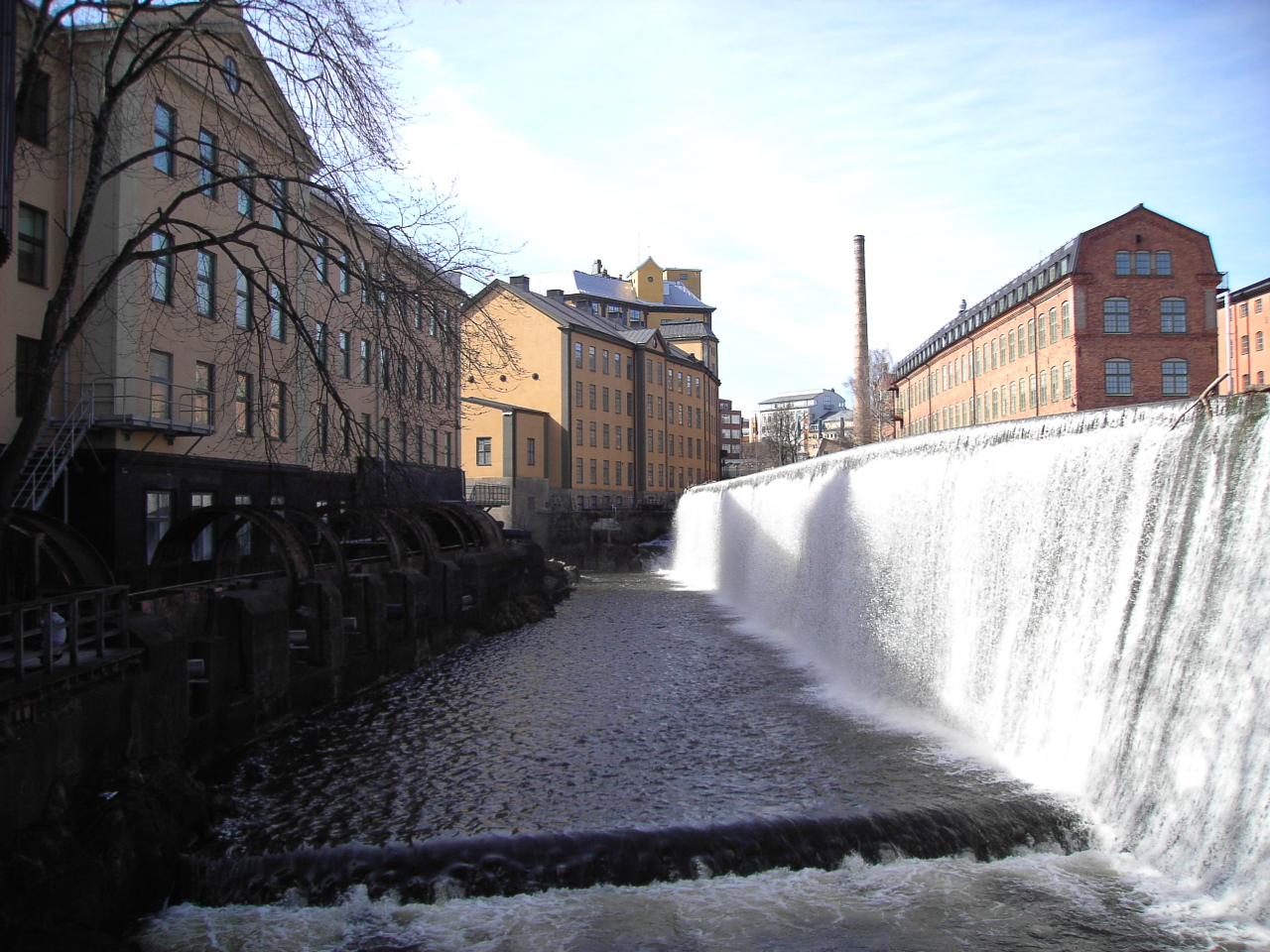
Гребля на річці Мутала в центрі Норрчепінга

Поселення з'явилося в Середні віки. Точний час заснування невідомо, але в XII столітті тут згадується церква, присвячена святому Олафу, покровителю Норвегії. Жителі міста використовували пороги на річці Мутала як джерело енергії для млинів, а також ловили в річці лосося. Перші сліди назви міста виявляються в 1283 році, коли Софія Данська — дружина Вальдемара I Шведського — передала права на вилов лосося монастирю Шьоннінге (швед. Skänninge). Норрчепінг отримав права міста на початку XIV століття, але найбільш ранній документ, що підтверджує статус, датований 1384 роком.

## Пам'ятки

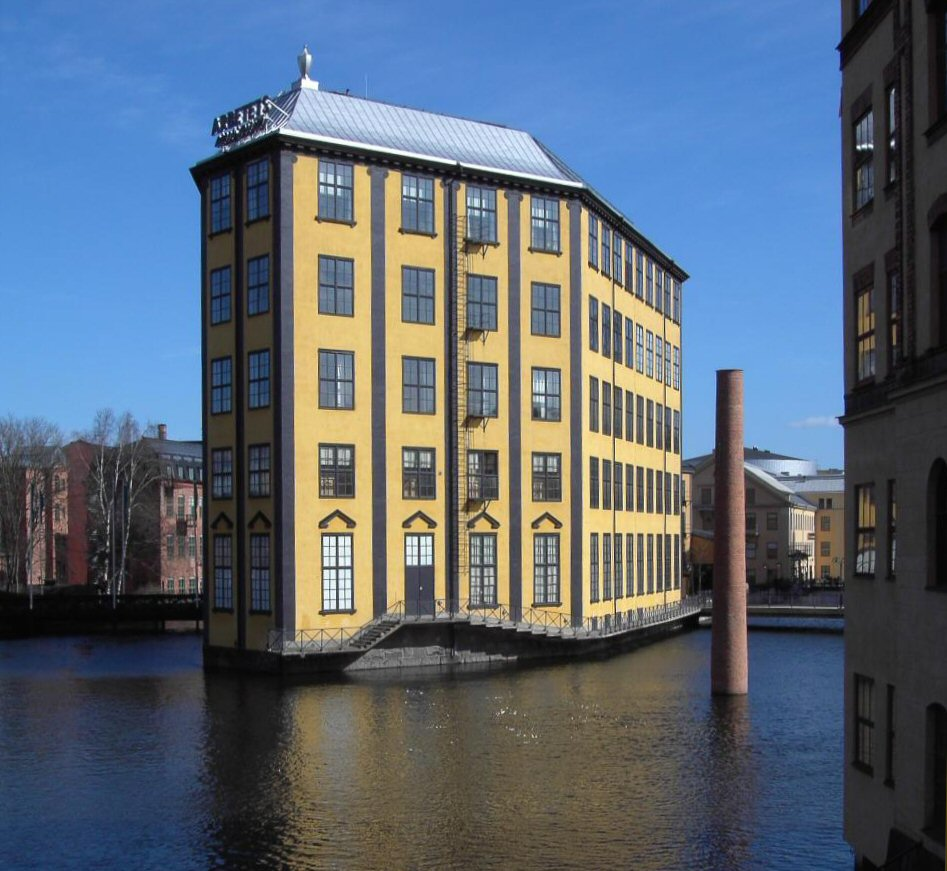
Будівля Музею праці (Arbetets Museum) в Норрчепінгу

В XIX столітті Норрчепінг був одним з найважливіших центрів шведської текстильної промисловості, другим за величиною промислового виробництва містом в країні. Весь індустріальний центр міста, що містить будівлі фабрик і складів, розташованих уздовж річки Мутала, а також греблі на річці, повністю відреставрований і переданий кільком музеям.

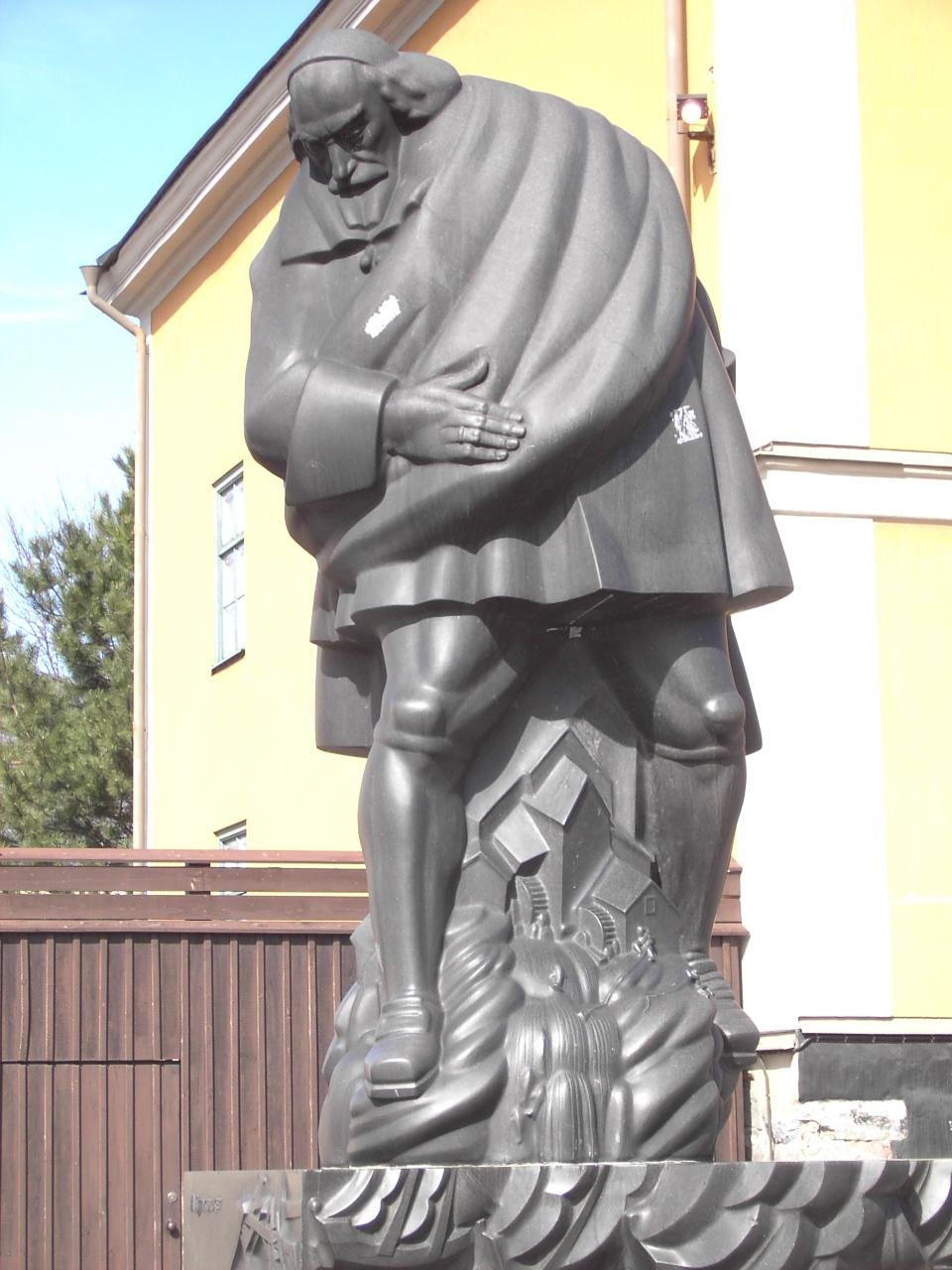
Пам'ятник Луїсу де Гіру в Норрчепінгу.

Комплекс ткацької фабрики вважається одним з найбільш збережених пам'яток промислової архітектури в Європі. Зараз в її приміщеннях відкрито міський музей (Stads Museum), основна частина експозиції якого розповідає про підприємця Луїса де Гіре та його ролі в будівництві міста. Неподалік є ще два музеї пов'язаних з історією промисловості міста — Мірошницький музей (Holmens Museum) з діючим млином і Музей праці (Arbetets Museum). В XIX столітті в місті проживала одна з найбільших єврейських громад Швеції й з 1858 року збереглася синагога на вул. Браддгастан. Також заслуговує на увагу музей мистецтв з цікавою колекцією сучасного мистецтва. Панораму міста можна побачити з оглядового майданчика, розташованого на висоті 50 м 68-метрової вежі міської ратуші. На північний схід від міста розташований найбільший в Скандинавії зоопарк Kolmården.

## Транспорт
Через місто проходять автомобільні дороги Е4 і Е22, залізниця Södra stambanan (Мальме — Катрінегольм).
В Норрчепінгу з 1904 діє трамвайна мережа. У літні місяці двічі на тиждень на регулярні лінії виходять старі трамваї.

## Спорт
В місті базується футбольний клуб ІФК Норрчепінг, який виступає в Аллсвенскан.

## Клімат
| Клімат Norrköping (2002–2021 averages; extremes since 1944) | Клімат Norrköping (2002–2021 averages; extremes since 1944) | Клімат Norrköping (2002–2021 averages; extremes since 1944) | Клімат Norrköping (2002–2021 averages; extremes since 1944) | Клімат Norrköping (2002–2021 averages; extremes since 1944) | Клімат Norrköping (2002–2021 averages; extremes since 1944) | Клімат Norrköping (2002–2021 averages; extremes since 1944) | Клімат Norrköping (2002–2021 averages; extremes since 1944) | Клімат Norrköping (2002–2021 averages; extremes since 1944) | Клімат Norrköping (2002–2021 averages; extremes since 1944) | Клімат Norrköping (2002–2021 averages; extremes since 1944) | Клімат Norrköping (2002–2021 averages; extremes since 1944) | Клімат Norrköping (2002–2021 averages; extremes since 1944) | Клімат Norrköping (2002–2021 averages; extremes since 1944) |
| Показник                                                    | Січ.                                                        | Лют.                                                        | Бер.                                                        | Квіт.                                                       | Трав.                                                       | Черв.                                                       | Лип.                                                        | Серп.                                                       | Вер.                                                        | Жовт.                                                       | Лист.                                                       | Груд.                                                       | Рік                                                         |
| Абсолютний максимум, °C                                     | 12,1                                                        | 13,7                                                        | 18,6                                                        | 27,5                                                        | 28,6                                                        | 33,3                                                        | 33,9                                                        | 34,8                                                        | 27,8                                                        | 23,0                                                        | 17,2                                                        | 13,3                                                        | 34,8                                                        |
| Середній максимум, °C                                       | 1,1                                                         | 1,8                                                         | 5,9                                                         | 12,0                                                        | 17,1                                                        | 21,3                                                        | 23,5                                                        | 22,1                                                        | 17,6                                                        | 11,0                                                        | 6,0                                                         | 2,8                                                         |                                                             |
| Середня температура, °C                                     | −1,5                                                        | −1,1                                                        | 1,9                                                         | 6,8                                                         | 11,7                                                        | 15,9                                                        | 18,4                                                        | 17,3                                                        | 13,3                                                        | 7,7                                                         | 3,7                                                         | 0,5                                                         |                                                             |
| Середній мінімум, °C                                        | −4                                                          | −4                                                          | −2,1                                                        | 1,5                                                         | 6,2                                                         | 10,5                                                        | 13,3                                                        | 12,4                                                        | 9,0                                                         | 4,3                                                         | 1,3                                                         | −1,9                                                        |                                                             |
| Абсолютний мінімум, °C                                      | −28,1                                                       | −33,5                                                       | −24,4                                                       | −13,2                                                       | −4                                                          | −0,1                                                        | 4,9                                                         | 2,3                                                         | −4,6                                                        | −9                                                          | −15,9                                                       | −24,7                                                       | −33,5                                                       |
| Середня кількість сонячних годин на місяць                  | 44,9                                                        | 74,5                                                        | 163,6                                                       | 231,6                                                       | 264,0                                                       | 281,5                                                       | 267,8                                                       | 227,4                                                       | 169,8                                                       | 102,8                                                       | 47,8                                                        | 38,3                                                        |                                                             |
| Норма опадів, мм                                            | 36.4                                                        | 29.1                                                        | 29.9                                                        | 26.5                                                        | 49.2                                                        | 58.4                                                        | 71.3                                                        | 68.8                                                        | 38.5                                                        | 52.9                                                        | 48.0                                                        | 41.0                                                        |                                                             |
| Днів з опадами                                              | 8,5                                                         | 7,0                                                         | 6,5                                                         | 6,1                                                         | 8,1                                                         | 8,7                                                         | 8,8                                                         | 10,0                                                        | 7,5                                                         | 9,3                                                         | 9,9                                                         | 9,7                                                         |                                                             |
| ----------------------------------------------------------- | ----------------------------------------------------------- | ----------------------------------------------------------- | ----------------------------------------------------------- | ----------------------------------------------------------- | ----------------------------------------------------------- | ----------------------------------------------------------- | ----------------------------------------------------------- | ----------------------------------------------------------- | ----------------------------------------------------------- | ----------------------------------------------------------- | ----------------------------------------------------------- | ----------------------------------------------------------- | ----------------------------------------------------------- |

## Відомі особистості
У місті народились:
- Клара Зіммергрен (1967) — шведська громадська діячка.